# Сехніашвілі Еміль Олексійович
Еміль Олексійович Сехніашвілі (3 липня 1924, місто Телаві, тепер Грузія — 1992, місто Тбілісі, Грузія) — грузинський радянський державний діяч, 1-й секретар Тбіліського міського комітету КП Грузії, доктор технічних наук, член-кореспондент Академії наук Грузинської РСР. Депутат Верховної ради Грузинської РСР 9—10-го скликань. Депутат Верховної Ради СРСР 4-го скликання.

## Життєпис
У 1939 році вступив до комсомолу. Закінчив середню школу.
Член ВКП(б) з 1944 року.
У 1946 році закінчив Тбіліський інститут інженерів залізничного транспорту імені Леніна, потім навчався в аспірантурі.
У 1946—1947 роках — асистент кафедри автодорожньої справи Грузинського політехнічного інституту імені Кірова. Захистив кандидатську дисертацію на здобуття ступеня кандидата технічних наук.
У 1950—1952 роках — молодший науковий співробітник, старший науковий співробітник Інституту будівельної справи Академії наук Грузинської РСР.
Одночасно в 1951—1952 роках — інструктор, заступник завідувача відділу науки і вищих навчальних закладів ЦК КП(б) Грузії.
У 1952—1953 роках — завідувач відділу транспорту і зв'язку ЦК КП(б) Грузії; заступник завідувача відділу науки і культури ЦК КП Грузії.
17 січня 1954 — 1956 року — 1-й секретар Тбіліського міського комітету КП Грузії.
Потім — заступник ректора Тбіліського інституту інженерів залізничного транспорту; на керівних посадах у різних науково-дослідних інститутах Грузинської РСР.
Помер у 1992 році.

## Нагороди
- орден Жовтневої Революції
- орден Трудового Червоного Прапора
- орден Дружби народів (1984)
- орден «Знак Пошани»
- медалі